# Yolağzı
Yolağzı ist ein Dorf im Landkreis Gercüş der türkischen Provinz Batman. Yolağzı liegt etwa 66 km südöstlich der Provinzhauptstadt Batman und 8 km südlich von Gercüş. Yolağzı hatte laut der letzten Volkszählung 1.830 Einwohner (Stand Ende Dezember 2009).